# Rei Hiroe
Rei Hiroe (jap. 広江礼威 Hiroe Rei; ur. 5 grudnia 1972 roku) – japoński mangaka, twórca popularnej mangi Black Lagoon. Jego pseudonimem w doujinshi jest Tex-Mex. Manga Reia Hiroego była oryginalnie publikowana przez Kadokawa Shoten w latach dziewięćdziesiątych, ale żadna nie była kompletna. Odpowiedzią artysty było przeniesienie się do Shogakukan na początku 2000 roku, gdzie wszystkie jego mangi przed Black Lagoon były publikowane i ponownie wydane.

## Praca

### Manga
- Black Lagoon
- Hisuikyo Kitan
- Phantom Bullet (one-shot)
- SHOOK UP! (one-shot)

### Anime
- Black Lagoon – Oryginalny Autor

### Artbooki
- Barrage
- Reighborhood